# 日本地下鉄協会

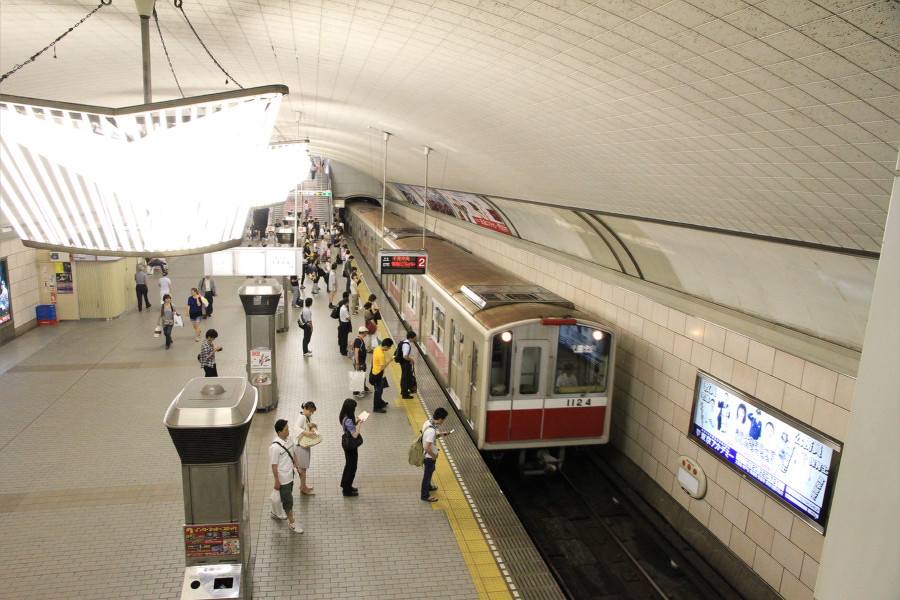
会員地下鉄の例

一般社団法人日本地下鉄協会（いっぱんしゃだんほうじん にっぽんちかてつきょうかい、英: Japan Subway Association）は、日本の地下鉄事業者が構成する社団法人である。1979年（昭和54年）12月26日設立許可。
1980年代後半にはリニア地下鉄の研究・開発に取り組み、実用化に結び付けた。

## 年表
- 1978年（昭和53年）
  - 8月2日 - 日本地下鉄協会設立準備発起人会開催[2][3]。
  - 9月21日 - 日本地下鉄協会設立発起人会及び設立総会開催[2][3]。
  - 11月 - 『日本地下鉄協会会報』創刊[2]。
- 1979年（昭和54年）
  - 9月4日 - 社団法人化のための臨時総会開催[3]。
  - 11月21日 - 社団法人日本地下鉄協会設立発起人会・設立総会開催[2][3]。
  - 12月26日 - 運輸省・建設省・自治省により、社団法人日本地下鉄協会設立許可[2][3]（創立記念日）。
- 1980年（昭和55年）1月11日 - 社団法人日本地下鉄協会登記完了[2][3]。
- 1982年（昭和57年）5月25日 - 『日本地下鉄協会会報』を『SUBWAY』に変更[2]。
- 2012年（平成24年）5月31日 - 通常総会において一般社団法人への移行のための新定款等について議決[3]。
- 2013年（平成25年）4月1日 - 一般社団法人日本地下鉄協会登記完了[3]。

### 会報誌『SUBWAY』
1978年11月に『日本地下鉄協会会報』として創刊した。1982年（昭和57年）5月からタイトルを『SUBWAY』に変更し、奇数月に編集・発刊していた（年6回）。また、財団法人日本宝くじ協会の助成金を受けて発行した。
2004年（平成16年）5月からはB5判からA4判に変わり、表紙のデザインが変更された。2011年（平成23年）5月からは日本宝くじ協会の助成が終了し、奇数月発刊（年6回）から年4回発刊（2・5・8・11月）に変わった。現在は日本地下鉄協会のホームページから閲覧することができる。

## 会員
民営・公営の別を問わず、地下鉄事業者および地下鉄事業者と相互乗り入れを実施している事業者であれば加入できる。
加入は任意であるが、公営地下鉄を有する地方公共団体（公営交通）は全て加入を果たしている。
ただし、芝山鉄道、九州旅客鉄道（JR九州）のように、地下鉄に乗り入れている日本の鉄道事業者の中でも加入していない場合がある。また、東京臨海高速鉄道、長野電鉄のように地下路線、もしくは関西高速鉄道、中之島高速鉄道のように地下高速鉄道整備事業費補助を利用した路線を保有していても加入しない例も見られる。

## 普通会員
| 名称                         | 組織形態                               |
| ---------------------------- | -------------------------------------- |
| 東京地下鉄                   | 特殊会社（公有）                       |
| 大阪市高速電気軌道           | 一般の会社（公有）                     |
| 東京都                       | 地方公営企業                           |
| 名古屋市                     | 地方公営企業                           |
| 札幌市                       | 地方公営企業                           |
| 横浜市                       | 地方公営企業                           |
| 神戸市                       | 地方公営企業                           |
| 京都市                       | 地方公営企業                           |
| 福岡市                       | 地方公営企業                           |
| 仙台市                       | 地方公営企業                           |
| 東日本旅客鉄道               | 一般の会社（JRグループ）               |
| 小田急電鉄                   | 一般の会社（大手私鉄）                 |
| 阪急電鉄                     | 一般の会社（大手私鉄）                 |
| 東武鉄道                     | 一般の会社（大手私鉄）                 |
| 京成電鉄                     | 一般の会社（大手私鉄）                 |
| 阪神電気鉄道                 | 一般の会社（大手私鉄）                 |
| 京浜急行電鉄                 | 一般の会社（大手私鉄）                 |
| 近畿日本鉄道                 | 一般の会社（大手私鉄）                 |
| 名古屋鉄道                   | 一般の会社（大手私鉄）                 |
| 京王電鉄                     | 一般の会社（大手私鉄）                 |
| 西武鉄道                     | 一般の会社（大手私鉄）                 |
| 山陽電気鉄道                 | 一般の会社（準大手私鉄）               |
| 北大阪急行電鉄               | 一般の会社（第三セクター、準大手私鉄） |
| 神戸電鉄                     | 一般の会社                             |
| 北総鉄道                     | 一般の会社（第三セクター）             |
| 埼玉高速鉄道                 | 一般の会社（第三セクター）             |
| 広島高速交通                 | 一般の会社（第三セクター）             |
| 東葉高速鉄道                 | 一般の会社（第三セクター）             |
| 横浜高速鉄道                 | 一般の会社（第三セクター）             |
| 大阪港トランスポートシステム | 一般の会社（第三セクター）             |

普通会員であった東急電鉄と京阪電気鉄道は2021年度に退会。

## リニア地下鉄の開発
鉄輪式リニアモーター方式電車の開発は、財団法人日本船舶振興会（現・日本財団）の補助事業を受けて、社団法人日本鉄道技術協会（JREA）を中心に、1981年（昭和56年）4月から1985年（昭和60年）3月まで4年間の予定で研究・開発が進められていた。
研究・開発には日立製作所、住友金属工業（現・日本製鉄）、住友電気工業、東急建設、東日交通コンサルタント（現・トーニチコンサルタント）、日本エヤーブレーキ（現・ナブテスコ）、日本車輌製造、日本信号、不動建設（現・不動テトラ）、三菱電機の10社が参加していた。
この開発は、トンネル断面を小さくすることで建設費用を削減できる「小型地下鉄向けリニアモーターカー」（ミニ地下鉄）での適用と、走行抵抗の大きいゴムタイヤに加えて重厚な地上設備を必要とする高架式AGTならびに高架式モノレールに代わる「地上高架式交通システム向けリニアモータカー」（高架鉄道）として実用化・研究が進められていた。

### 日立製作所水戸工場での試験
1983年（昭和58年）12月、リニアモーター駆動方式の小型地下鉄の試験車1両を完成させた（車体は日本車輌製造製）。最初に日立製作所水戸工場内試運転線で、この車両を使用した走行試験を行い、鉄輪式リニアモーターカーの実用化の見通しが確認された。このLM-1形試験車は、日本国内で初の鉄輪式リニアモーター方式電車である。
車体は普通鋼製、片側が運転室、反対側は機器室（搬入口）となっていた。車体にはリニアメトロと鉄輪式リニアモーターカー第1号車を表す「LM-1」の文字を取り付けた。運転台にはマスコンハンドルはなく、押しボタン方式の操作パネルとなっている。研究開発費の節約のため1両のみとされ、室内には床下に収まらなかった補助電源装置（電動発電機）と空気圧縮機を搭載している。
台車は住友金属工業製のボルスタ付き空気ばね台車で、円形積層ゴム方式の軸箱支持、セルフステアリング機構付の空気ばね台車である。基礎ブレーキは車輪ディスクブレーキである。軌間は1,067 ㎜（狭軌）、床面高さは700 mm、車輪径は520 ㎜である。
機器はGTOサイリスタ素子VVVFインバータ制御（直流750V電化）で、主電動機は車上1次片側式三相リニア誘導電動機で、出力は70kW、ギャップ（空隙）15 ㎜、リニアモーターは輪軸にベアリングを介して装架する「車軸装架方式」である。屋根上には小型のシングルアーム式パンタグラフを装備しており、車体が小型なため屋根上に架台を設置して載せている。
走行試験の成功を収めたことから、日立製作所水戸工場内の試験線は330 mから660 mに延伸され、最高速度も50 km/hから70km/hに向上させた。合わせて消費電力量の測定や誘導障害の確認なども行われ、実用化に向けて大きく前進することとなった。
なお、1986年（昭和61年）7月には日本地下鉄協会の走行試験とは別に、三菱電機が同社伊丹製作所において、独自のリニアモーター車両による走行試験を実施している。

### 大阪南港試験線
1985年度（昭和60年度）からはリニア地下鉄の研究・開発は日本鉄道技術協会（JREA）から日本地下鉄協会（JSA）移管され、運輸省（当時）の交通安全公害研究所（現・交通安全環境研究所）と日本地下鉄協会（民間）の官民共同研究プロジェクトとして、1987年度（昭和62年度）までの3年間の予定で「リニアモータ駆動による小型地下鉄」の実用化研究を行うこととなり、大阪市内に実験線の建設と実用化試作車を使用した走行試験を実施することとなった。
大阪市交通局の協力により、大阪市内に設けられた。大阪市住之江区南港北に位置しており、大阪湾に面していた。南港ポートタウン線（ニュートラム）中ふ頭駅が最寄り駅（当時は終点）で、現在は埋め立ての進行により、当時とは様相が大きく異なる。
概要
- 全長1,850 m、直線区間は1,000 mほどあり、最高速度70 km/hの運転も可能。軌間は1,435 mm
  - 15 mの模擬トンネル、半径50 m、半径100 mの急曲線、40‰、60‰の急勾配区間も設けられた。

沿革
- 1986年（昭和61年）
  - 9月3日 - 地下鉄の低コスト化に関する研究開発（リニアモータ駆動小型地下鉄の実用化研究）のための大阪南港試験線建設の起工式

- 1987年（昭和62年）
  - 2月24日 - 試験線の竣工検査
  - 3月1日 - 試験車両を搬入
  - 3月18日 - 本格的な試験走行を開始
  - 3月27日 - 大阪南港試験線建設の竣工式

- 1989年（平成元年）
  - 8月28日から12月2日大阪南港試験線撤去

実用化試作車
試作車は4両（リニアモータ駆動方式の車両とロータリーモータ駆動方式がそれぞれ2両ずつ）製作され、試験終了後は改造を施して地下鉄長堀鶴見緑地線の70系電車として運行されている。